# Stéphane Scharlé
Stéphane Scharlé (* 1982) ist ein französischer Fusionmusiker (Schlagzeug, Komposition).

## Leben und Wirken
Scharlé begann im Alter von zwölf Jahren mit dem Schlagzeugspiel. Dann studierte er am Conservatoire de Strasbourg. 2001  gründete er mit zwei Kommilitonen, dem Bassisten Édouard Séro-Guillaume und dem Gitarristen Adrien Dennefeld, die Formation Ozma, die ihren Namen von einem alten Projekt der NASA erhielt, dessen Ziel es war, im Weltraum Anzeichen außerirdischen Lebens zu entdecken. Seit 2004 im Quintett mit David Florsch (Saxophon) und Guillaume Nuss (Posaune) tourten Ozma international und veröffentlichten bis 2025 in veränderter Besetzung neun Alben. Zudem tourte er mit der spanischen Musikerin Meritxell Neddermann.
2012 komponierte Scharlé die Filmmusik für den Kurzfilm Cocoon von Martina Bragadin, der den Eicar-Preis für Sounddesign gewann. Seitdem sammelte er zahlreiche Erfahrungen mit weiteren Bild-Musik-Projekten. Er komponierte die Musiken zu den Kurzfilmen Partie de poker (2007), Le rêve de Jacob (2012), Les frères Champion (2015) und Like Wolves and Lambs (2018). Er ist auch auf einem Album von Jean-Louis Marchand zu hören.

## Diskographische Hinweise
- Ozma: Welcome Home (Cristal Records 2017, mit Édouard Séro-Guillaume, Tam de Villiers, Julien Soro, Guillaume Nuss)[3]
- Ozma: Hyperlapse (Berthold Records 2020, mit Édouard Séro-Guillaume, Tam de Villiers, Julien Soro, Guillaume Nuss)
- Ozma: The Day We Decided to Live at Night (Berthold Records 2025, mit Édouard Séro-Guillaume, Musina Ebobissé, Martin Ferreyros, Dan Jouravsky sowie Lynn Adib, Dramane Dembélé und Delphine Joussein)[4]